# Nutzi Acontz
 (septembre 2018).
Si vous disposez d'ouvrages ou d'articles de référence ou si vous connaissez des sites web de qualité traitant du thème abordé ici, merci de compléter l'article en donnant les références utiles à sa vérifiabilité et en les liant à la section « Notes et références ».
Nutzi Acontz est une femme peintre roumaine né le 16 novembre 1894 à Focșani, et morte en 1957 à Bucarest (Roumanie).